# Youssef Lassoued
Youssef Lassoued, né le 1er avril 1913 et décédé à une date inconnue, est un footballeur tunisien.
Il évolue durant toute sa carrière au poste de gardien de but au sein du Club africain.

## Carrière
- 1931-1939 : Club africain (Tunisie)

## Palmarès
- Champion de Tunisie (promotion d'honneur) : 1937[2]